# Distictella rosea
Distictella rosea là một loài thực vật có hoa trong họ Chùm ớt. Loài này được (Kraenzl.) A. Samp. mô tả khoa học đầu tiên năm 1935.